# Bộ Tài chính
Bộ Tài chính là cơ quan của một chính phủ, thực hiện chức năng quản lý nhà nước về tài chính, ngân sách nhà nước, thuế, phí, lệ phí và các khoản thu khác của ngân sách nhà nước, dự trữ quốc gia, các quỹ tài chính nhà nước, đầu tư tài chính, tài chính doanh nghiệp và hoạt động dịch vụ tài chính...

## Một số Bộ Tài chính
Danh sách này không đầy đủ, bạn cũng có thể giúp mở rộng danh sách.
- Bộ Tài chính Việt Nam
- Bộ Tài chính Hoa Kỳ